# Lobu Jiur
Lobu Jiur is een bestuurslaag in het regentschap Asahan van de provincie Noord-Sumatra, Indonesië. Lobu Jiur telt 1249 inwoners (volkstelling 2010).